# Epistolario latino (Pier della Vigna)
L'epistolario latino di Pier della Vigna è una raccolta di circa 550 tra manifesti, mandati, epistole e documenti di vario genere risalenti al periodo che va dal 1198 al 1264 e rappresenta una delle summae dell'epistolografia medievale e della cosiddetta ars dictandi. Quest'opera permette di approfondire la conoscenza e la comprensione della storia e della cultura del pieno Medioevo sia dal punto di vista istituzionale, amministrativo o politico-ideologico, sia da quello culturale e letterario. 

## Contenuto
La documentazione, che comprende epistole, mandati, manifesti e missive che vanno dal 1198 al 1264, nonché altrettanti frammenti, singole lettere e florilegi successivi, fu raccolta e tramandata secondo una serie di tipologie sistematiche, tramite redazioni distinte. Concepita in origine come raccolta di epistolae di tipo ufficiale o privato, è stata successivamente intesa come raccolta di dictamina, cioè di modelli esplicativi di tipo retorico- formale o argomentativo- politico, decontestualizzati e privati degli iniziali riferimenti più contingenti.

## Redazione e trasmissione
L'intento di raccogliere i documenti in maniera più o meno sistematica non dovette forzatamente compiersi nella cancelleria imperiale; infatti, pare che un primo lavoro di redazione sia stato compiuto negli ultimi decenni del XII sec. presso la curia pontificia, non tanto per apprendere e disinnescare le armi della propaganda anti-guelfa, quanto per apprenderne l'alto valore retorico. La redazione e la codificazione, però, non furono condotte in maniera univoca e definitiva, dal momento che l'epistolario è giunto secondo quattro redazioni sistematiche.
La più antica redazione sistematicamente ordinata è quella “piccola” in cinque libri, mentre l'edizione odierna più diffusa è quella definita «piccola in sei libri»: nel libro I si trovano scritti polemici riguardanti lo scontro tra l'imperatore Federico II di Svevia e la corte pontificia, situazione in cui il logoteta assunse una posizione chiave; nel libro II narrazioni belliche; missive di argomento privato, scritti sulla nascita dei figli dell'Imperatore e descrizioni dello Studium di Napoli nel libro III; composizione filosofico-letterarie di carattere consolatorio, dette consolationes nel libro IV; nel libro V documenti di carattere amministrativo e, infine, nel libro VI una raccolta di privilegi.
L'opera fu tramandata da centoventicinque codici, per un totale di cinquecentocinquanta documenti di diversa natura, ordinati in maniera sistematica, nonché da altri trenta, all'incirca, che hanno la forma di frammenti e florilegi estratti da raccolte ordinate. Vi è un'ulteriore tradizione non sistematica, che è attestata da una trentina di manoscritti. La raccolta della documentazione e la trasmissione dell'Epistolario sono sconosciute: i testi presentano caratteristiche diverse; ciò fa pensare che possano essere stati raccolti da più destinatari. In origine, le lettere dovevano essere inserite in registri o quaderni, oppure riunite da uno o più funzionari cancelleria federiciana. Dopo il crollo degli Hohenstaufen, un allievo di Pier della Vigna, il notaio Nicola da Rocca, fuggì alla corte pontificia portando con sé materiale della cancelleria. Su questa base a partire dal 1270 furono realizzate diverse redazioni, di cui in seguito fu comunque stampata solo la piccola raccolta in sei parti. Altro materiale fu trasferito in Turingia e Sassonia. La cancelleria imperiale tedesca verso l'anno 1500 era ancora in possesso di testi originali di Pier della Vigna.

## Lingua e stile
L'epistolario è caratterizzato da quello stilus altus o supremus utilizzato dalle cancellerie imperiale e pontificia negli interminabili duelli politico-teologici del XIII secolo. 
La lingua è quella che caratterizza pressoché tutta la produzione prosastica della corte federiciana, e soprattutto quella delle epistole uscite dalla cancelleria imperiale.  La lingua identifica uno stile elaborato e complesso: presenta le grafie tipiche della compagine grafica basso medievale, non sempre corrispondente all'usus documentato della cancelleria sveva, con l'aggiunta di numerose forme derivate da ipercorrettismi e volgarismi mentre le clausole ritmiche presenti derivano dallo stilus curiae romanae, ampiamente utilizzato dalla cancelleria papale e riadattato dalla cancelleria federiciana.
Altro centro di elaborazione stilistica che influenzò la prosastica dell'Epistolario di Pier della Vigna, è Capua, dove molto probabilmente vi era una fiorente scuola di retorica epistolare sorta tra il XII e XIII secolo, da cui provenivano gran parte dei dictatores impegnati nelle cancellerie imperiale e papale.
Nonostante queste forti influenze, Pier della Vigna mantenne uno stile personale, caratterizzato da clausole ritmiche, dalla ricchezza dell'aggettivazione, dall'assonanza e dai giochi di parole; la lingua ricercata e sofisticata, sovraccarica e bizzarra, caratterizzò la produzione prosastica della corte federiciana, una lingua che dovette essenzialmente servire come strumento di «propaganda».